# Barton Heyman
Pour les articles homonymes, voir Heyman.
Barton Heyman est un acteur américain né le 24 janvier 1937 à Washington, DC et mort le 15 mai 1996 à New York.

## Filmographie

### Cinéma
- 1964 : The Naked Flame
- 1964 : Shock Treatment
- 1971 : Valdez : El Segundo
- 1971 : Let's Scare Jessica to Death : Duncan
- 1971 : Is There Sex After Death? : Brad Barlow
- 1972 : The Trial of the Catonsville Nine : John Hogan
- 1973 : Le Dernier Match : Red Traphagen
- 1973 : L'Exorciste : Dr Klein
- 1974 : Road Movie
- 1974 : Les Superflics : Police Lieutenant Stratton
- 1975 : The Happy hooker : Dirty Harry
- 1976 : Baby Blue Marine : le barbier
- 1979 : Ça glisse... les filles ! : Jerry
- 1979 : A Life of Sin
- 1980 : La Chasse : Dr Rifkin
- 1980 : Fort Bronx : le prédicateur
- 1985 : Static : Shérif William Orling
- 1986 : Billy Galvin : Kennedy
- 1987 : Le Secret de mon succès : Arnold Forbush
- 1987 : Weeds : le joueur de godot
- 1988 : Masquerade : Tommy McGill
- 1988 : Bum Rap : le papa
- 1990 : Quick Change : le chef de la sécurité de l'aéroport
- 1990 : L'Éveil : Bert
- 1990 : Le Bûcher des vanités : Détective Martin
- 1991 : Billy Bathgate : le banquier
- 1992 : Roadside Prophets : Shérif Quentin Durango
- 1992 : L'Esprit de Caïn : Mack
- 1994 : Golddigger, mon ami robot : M. Marshall
- 1995 : Basketball Diaries : le prêtre du confessionnal
- 1995 : Jeffrey : l'homme âgé
- 1995 : La Dernière Marche : Capitaine Beliveau
- 1996 : Rescuing Desire : Willard

### Télévision
- 1961 : Gunsmoke : Joe (1 épisode)
- 1961 : Ben Casey : Dr Paul Cain (3 épisodes)
- 1962 : Combat ! : Fergus (1 épisode)
- 1963 : La Quatrième Dimension : Lieutenant Blane (1 épisode)
- 1976 : Serpico : Duffy (1 épisode)
- 1977 : Kojak : Alistar McKnee, Jr. (2 épisodes)
- 1978-1979 : Ryan's Hope : Ted Maille et Dr Rappaport (3 épisodes)
- 1980-1982 : ABC Afterschool Special : Bill Waters et Justice (2 épisodes)
- 1984 : As the World Turns : Dr Johnson (1 épisode)
- 1985 : Nord et Sud (1 épisode)
- 1985 : Aline et Cathy : O'Callaghan (1 épisode)
- 1985-1987 : Spencer : Don Clemens et Général Haller (2 épisodes)
- 1986 : Le Bras armé de la loi : Juge Niarxos
- 1990 : New York, police judiciaire : Victor Norris (1 épisode)
- 1992 : L'As de la crime : Lou Donello (1 épisode)
- 1995 : New York Undercover : Jennings (1 épisode)
- 1996 : Remember Wenn : M. Acton (1 épisode)